# Lorraine Senna
Lorraine Senna Ferrara (* 3. Mai 1950) ist eine US-amerikanische Filmregisseurin.

## Filmografie (Auswahl)
- 1982: Unter der Sonne Kaliforniens (Knots Landing, Fernsehserie, 25 Folgen)
- 1996: Mutter mit Fünfzehn (Our Son, the Matchmaker)
- 1997: Verliebt in einen jüngeren Mann (Love in Another Town)
- 1999: Vater und Sohn (Down Neck), Episode der Serie Die Sopranos (The Sopranos)
- 2000: Die einzig wahre Liebe (One True Love)
- 2003: Endgültig (Aftermath)
- 2007: Von Bollywood nach Hollywood (Americanizing Shelley)